# Agrofitocenoza
Agrofitocenoza – sztucznie utrzymywane przez człowieka zbiorowisko roślin uprawnych, pozostające w względnej równowadze dzięki zabiegom agrotechnicznym. Jej funkcjonowanie opiera się głównie na płodozmianie, który pełni rolę stabilizującą. Agrofitocenozę tworzą:
- roślina uprawna dominująca w zbiorowisku i kształtująca jego środowisko,
- chwasty wraz z bankiem nasion w glebie,
- mikroorganizmy glebowe obecne w ryzosferze, zdolne do wiązania azotu atmosferycznego,
- patogeny roślinne, takie jak grzyby, bakterie i wirusy,
- grzyby mikoryzowe,
- bakterie brodawkowe zasiedlające korzenie[1].

Agrofitocenoza stanowi część agrobiocenozę, którą współtworzy z organizmami zwierzęcymi. Tylko roślina uprawna jest do niej celowo wprowadzana przez człowieka. Inne składniki, takie jak mikroorganizmy, chwasty czy pasożyty, pojawiają się niezależnie od jego woli. Niektóre z nich ograniczają wzrost roślin użytkowych, inne — jak bakterie wiążące azot czy mikroorganizmy zwalczające chwasty — pośrednio zwiększają plony. Struktura agrofitocenozy jest zmienna i podlega wpływowi warunków siedliskowych oraz zabiegów rolniczych. Organizmy w jej obrębie powiązane są przez zależności troficzne, wzajemne oddziaływanie i konkurencję o zasoby.